# Farhad Ma’abi
Farhad Ma’abi Nouruzabadi (pers.  فرهاد معابی) – irański judoka.
Brązowy medalista igrzysk azjatyckich w 1998 roku.